# Trichopeziza
Trichopeziza of Franjekelkje is een geslacht van schimmels behorend tot de familie Lachnaceae. De wetenschappelijke naam van het geslacht werd in 1870 gepubliceerd door Fuckel.

## Soorten
Volgens Index Fungorum telt het geslacht 82 soorten (peildatum november 2023):
| Soortnaam                     | Auteur(s)                       | Publicatiejaar |
| ----------------------------- | ------------------------------- | -------------- |
| Trichopeziza abietina         | Grelet                          | 1953           |
| Trichopeziza acerina          | (Cooke & Ellis) Sacc.           | 1889           |
| Trichopeziza adenostylidis    | (Rehm) Raitv.                   | 1987           |
| Trichopeziza albo-olivacea    | (Gillet) Boud.                  | 1907           |
| Trichopeziza araliae          | Raitv.                          | 1991           |
| Trichopeziza aurea            | Rick                            | 1931           |
| Trichopeziza belladonae       | Losa                            | 1947           |
| Trichopeziza caerulea         | (J. Schröt.) Sacc.              | 1895           |
| Trichopeziza caerulescens     | (Rehm) Sacc.                    | 1889           |
| Trichopeziza candida          | Clem.                           | 1896           |
| Trichopeziza carneorubra      | (Ellis) Sacc.                   | 1889           |
| Trichopeziza cinerella        | (P. Crouan & H. Crouan) Sacc.   | 1889           |
| Trichopeziza citrinoalba      | Penz. & Sacc.                   | 1902           |
| Trichopeziza comata           | (Schwein.) Sacc.                | 1889           |
| Trichopeziza commixta         | (Bres.) Boud.                   | 1907           |
| Trichopeziza concolor         | (Speg.) Sacc.                   | 1889           |
| Trichopeziza confusa          | Sacc.                           | 1889           |
| Trichopeziza cyathiformis     | Sacc.                           | 1889           |
| Trichopeziza discolor         | (Mouton) Raitv.                 | 1987           |
| Trichopeziza effugiens        | (Roberge ex Desm.) Le Gal       | 1939           |
| Trichopeziza engelmannii      | (Tracy & Earle) Sacc. & P. Syd. | 1902           |
| Trichopeziza episphaeria      | (Mart.) Lambotte                | 1880           |
| Trichopeziza erratica         | (Fr.) Boud.                     | 1907           |
| Trichopeziza fraxini          | Boud.                           | 1896           |
| Trichopeziza fulvogrisea      | (Rehm) Sacc.                    | 1895           |
| Trichopeziza fusca            | (Fr.) Sacc.                     | 1889           |
| Trichopeziza fuscoumbrina     | (Fuckel) Boud.                  | 1907           |
| Trichopeziza galegae          | (Ces.) Sacc.                    | 1889           |
| Trichopeziza galii            | Boud.                           | 1907           |
| Trichopeziza gmelinii         | (Weinm.) Sacc.                  | 1889           |
| Trichopeziza graminophila     | (Raitv.) Raitv.                 | 1987           |
| Trichopeziza grandinea        | (Quél.) Sacc.                   | 1889           |
| Trichopeziza hamata           | Sacc. & P. Syd.                 | 1899           |
| Trichopeziza harmandii        | Vouaux                          | 1910           |
| Trichopeziza iberica          | Raitv.                          | 2006           |
| Trichopeziza involuta         | (Lagger) Sacc.                  | 1889           |
| Trichopeziza juglandis        | Raitv. & H.D. Shin              | 2003           |
| Trichopeziza karstenii        | Sacc.                           | 1889           |
| Trichopeziza koerberi         | (Peyl) Sacc.                    | 1913           |
| Trichopeziza leucomelaena     | (Feltgen) Boud.                 | 1907           |
| Trichopeziza litoralis        | (Raitv.) Raitv.                 | 1987           |
| Trichopeziza lizonii          | (Svrček) Baral & E. Weber       | 1992           |
| Trichopeziza marchica         | Kirschst.                       | 1906           |
| Trichopeziza meleagris        | (Ellis) Raitv.                  | 1987           |
| Trichopeziza melleorufa       | Penz. & Sacc.                   | 1902           |
| Trichopeziza mitralis         | (Quél.) Sacc. & Traverso        | 1911           |
| Trichopeziza nidulans         | (Quél.) Sacc.                   | 1889           |
| Trichopeziza obscura          | (Cooke) Sacc.                   | 1889           |
| Trichopeziza opulifoliae      | (Schwein.) Sacc.                | 1889           |
| Trichopeziza paradoxa         | (P. Karst.) Sacc.               | 1889           |
| Trichopeziza perpusilla       | Sacc.                           | 1892           |
| Trichopeziza pezizelloides    | Kirschst.                       | 1938           |
| Trichopeziza pilimoniliformis | (P. Crouan & H. Crouan) Sacc.   | 1889           |
| Trichopeziza pilosomarginata  | (Feltgen) Boud.                 | 1907           |
| Trichopeziza planoumbilicata  | (Grev.) Sacc.                   | 1889           |
| Trichopeziza porioides        | Penz. & Sacc.                   | 1902           |
| Trichopeziza pyrostoma        | (Mont.) Sacc.                   | 1889           |
| Trichopeziza remmii           | (Raitv.) Raitv.                 | 1987           |
| Trichopeziza roseoalba        | (Schwein.) Sacc.                | 1889           |
| Trichopeziza rufiberbis       | (Alb. & Schwein.) Sacc.         | 1889           |
| Trichopeziza sacchalinensis   | (Raitv.) Raitv.                 | 1987           |
| Trichopeziza scrophulariae    | (Lasch) Sacc.                   | 1889           |
| Trichopeziza secalis          | (Lib. ex Cooke) Sacc.           | 1889           |
| Trichopeziza senecionis       | Raitv.                          | 1991           |
| Trichopeziza spiraeae         | (L.A. Kirchn.) Sacc.            | 1889           |
| Trichopeziza subglabra        | (Rehm) Sacc.                    | 1895           |
| Trichopeziza subhirsuta       | (Feltgen) Boud.                 | 1907           |
| Trichopeziza subsulphurea     | (Svrček) Baral                  | 1993           |
| Trichopeziza sulfurina        | (Dennis) Huhtinen               | 1990           |
| Trichopeziza syringae         | (Wallr.) Fuckel                 | 1875           |
| Trichopeziza tianschanica     | (Raitv.) Raitv.                 | 1987           |
| Trichopeziza triformis        | (Fr.) Sacc.                     | 1889           |
| Trichopeziza ulmicola         | (P. Crouan & H. Crouan) Sacc.   | 1889           |
| Trichopeziza unedonis         | (Pat.) Boud.                    | 1907           |
| Trichopeziza urticina         | (Peck) Sacc.                    | 1889           |
| Trichopeziza valparadisiaca   | Speg.                           | 1910           |
| Trichopeziza varians          | (Saut.) Sacc.                   | 1889           |
| Trichopeziza venatoria        | (Speg.) Sacc.                   | 1889           |
| Trichopeziza vermispora       | (Raitv.) Raitv.                 | 1987           |
| Trichopeziza violascens       | (Raitv.) Raitv.                 | 1987           |
| Trichopeziza virescens        | (Schumach.) Sacc.               | 1889           |
| Trichopeziza viridula         | Grelet                          | 1953           |